# Gancourt-Saint-Étienne
Gancourt-Saint-Étienne ist eine französische Gemeinde mit 226 Einwohnern (Stand: 1. Januar 2022) im Département Seine-Maritime in der Region Normandie. Sie gehört zum Arrondissement Dieppe, zum Kanton Gournay-en-Bray und ist Teil des Kommunalverbands Quatres Rivières. Die Einwohner werden Gancourtois genannt.

## Geographie
Gancourt-Saint-Étienne ist kleines ein Bauerndorf im Naturraum Pays de Bray. Es liegt 37 Kilometer östlich von Rouen.
Grancourt-Saint-Étienne besteht aus den Ortschaften und Weilern Bouricourt, Bouvatier, Clos Pagnon, les Ecoulettes, les Fourches, Hyaumet, Saint-Etienne, und Forméricourt.

### Nachbargemeinden
| Ménerval          | Doudeauville | Villers-Vermont (Arrondissement Beauvais) |
| Dampierre-en-Bray | Kompass      | Bazancourt (Arrondissement Beauvais)      |
| Cuy-Saint-Fiacre  |              | Molagnies                                 |

## Bevölkerungsentwicklung
Die Bevölkerungsanzahl ist durch Volkszählungen seit 1793 bekannt. Die Einwohnerzahlen bis 2005 werden auf der Website der École des Hautes Études en Sciences Sociales veröffentlicht.
| Jahr | Bevölkerungsanzahl |
| ---- | ------------------ |
| 1962 | 335                |
| 1968 | 315                |
| 1975 | 239                |
| 1982 | 194                |
| 1990 | 208                |
| 1999 | 211                |
| 2006 | 222                |
| 2015 | 238                |

## Sehenswürdigkeiten
- Herrenhaus aus dem 16. Jahrhundert
- Kirche Saint-Étienne-des-Prés aus dem 16. Jahrhundert
- Kapelle Saint-Etienne-des-Prés
- Steinkreuz aus dem 12. Jahrhundert
- Kirche Saint-Étienne in Saint-Martin-de-Gancourt